# Hugo (prawnik)
Hugo (Ugo di porta Ravennata; ur. na początku XII w., zm. 1171) – włoski prawnik, jeden z czterech uczniów Irneriusa, tzw. quattuor doctores (Bulgarus, Jacobus, Martinus), znany glosator. Z jego prac korzystał Francesco Accorso, dokonując kompilacji Glossa ordinaria.